# Jaume Cort Mestres
Jaume Cort Mestres (Reus, 3 de desembre de 1835 - 11 de juny de 1892) va ser un músic i director de corals català.
Germà del periodista Eusebi Cort, va tenir, com ell, una infància pobra. Amb grans aptituds pel cant, quan tenia 10 anys, el mestre de capella Victorí Agustí el va conèixer i el va fer ingressar a la seva escola. Jaume Cort va cantar durant molts anys a la capella de l'església de sant Pere de Reus, i també en va ser mestre de capella. També feia de pintor de parets per qüestions econòmiques, i un dia, mentre pintava la façana d'una casa, li va caure als ulls un producte que utilitzava i va perdre quasi totalment la vista. En aquella època formava part de la Secció Coral del Centre de Lectura, i el seu director, el notari Josep Joan Sociats, va aconseguir que entrés de conserge a l'entitat. Durant la seva joventut, Jaume Cort va militar al Partit Republicà i va actuar molt activament divulgant aquesta doctrina entre els treballadors. Va col·laborar en les activitats de la coral del Centre de Lectura, que també actuava als Jardins de l'Euterpe, on va incorporar joves obrers, i en la formació dels Cors de Clavé a la comarca. Quan el 1865 Josep Joan Sociats va deixar la direcció de la coral, la va agafar Jaume Cort i en va ser director durant 27 anys, fins a la seva mort. Amic personal de Joaquim Bartrina, quan aquest poeta va morir, va organitzar una vetllada necrològica al Centre de Lectura, on hi van prendre part Modest Busquets i Torroja, el seu fill Modest Busquets Oliva, Josep Güell i Mercader, Eusebi Cort, Manuel Escudé, Francesc Gras i Elies, Josep Martí Folguera, i diversos escriptors barcelonins. Durant l'acte va dirigir els cants de comiat interpretats per la coral del Centre de Lectura. Jaume Cort va morir pràcticament cec havent escrit diverses composicions musicals, entre elles una cantata titulada «Himne al progrés» que va ser molt ben acollida.